# Солодов Микола Васильович
Микола Васильович Солодов (нар. 25 грудня 1919, Плакидино — пом. невідомо) — український радянський художник театру; член Спілки радянських художників України з 1960 року.

## Біографія
Народився 25 грудня 1919 року в селі Плакидиному (нині Іллінський район Івановської області, Росія). Упродовж 1936—1939 років навчався у Ворошиловградському художньому училищі (вчитель з фаху — Алексєєв).
Брав участь у німецько-радянській війні. Нагороджений орденом Вітчизняної війни ІІ ступеня (6 квітня 1985). Жив у Ворошиловграді, в будинку на Червоній площі, № 1, квартира № 31.

## Творчість
Працював в галузі театрально-декораційного мистецтва. Оформив вистави:
Ворошиловградський російський драматичний театр
- «Лондонські трущоби» Бернарда Шоу (1948);
- «Навіки разом» Любомира Дмитерка (1955);

Ворошиловградський український музично-драматичний театр
- «Ніч і полум'я» Миколи Зарудного (1959);
- «Маруся Богуславка» Михйла Старицького (1961);
- «Оптимістична трагедія» Всеволода Вишневського (1961).

Брав участь у республіканських виставках з 1954 року.